# Наказание (психология)
В оперантното кондициониране наказанието е всяка промяна в средата на човека или животното, която се появява след дадено поведение или отговор и намалява вероятността това поведение да се появи отново в бъдещето. Дали промяната е наказваща, или не, може да се види само по ефекта ѝ върху поведението, а не чрез някакви „враждебни“ или отблъскващи черти на промяната. Например болезнена стимулация, която би служила като наказание, в много случаи подкрепя някакво поведение на мазохиста.
Има два вида наказание в оперантното кондициониране:
- Позитивното наказание или тип I наказание – експериментаторът наказва отговора чрез представяне на отблъскващи стимули в средата на животното (бързо електрически шок например).
- Негативното наказание или тип II наказание – ценен, апетитен стимул е премахнат (като премахването на ядене от купичката). Както с подкреплението обикновено не е нужно да се говори за позитивно и негативно във връзка с наказанието.